# Traguloïdeus

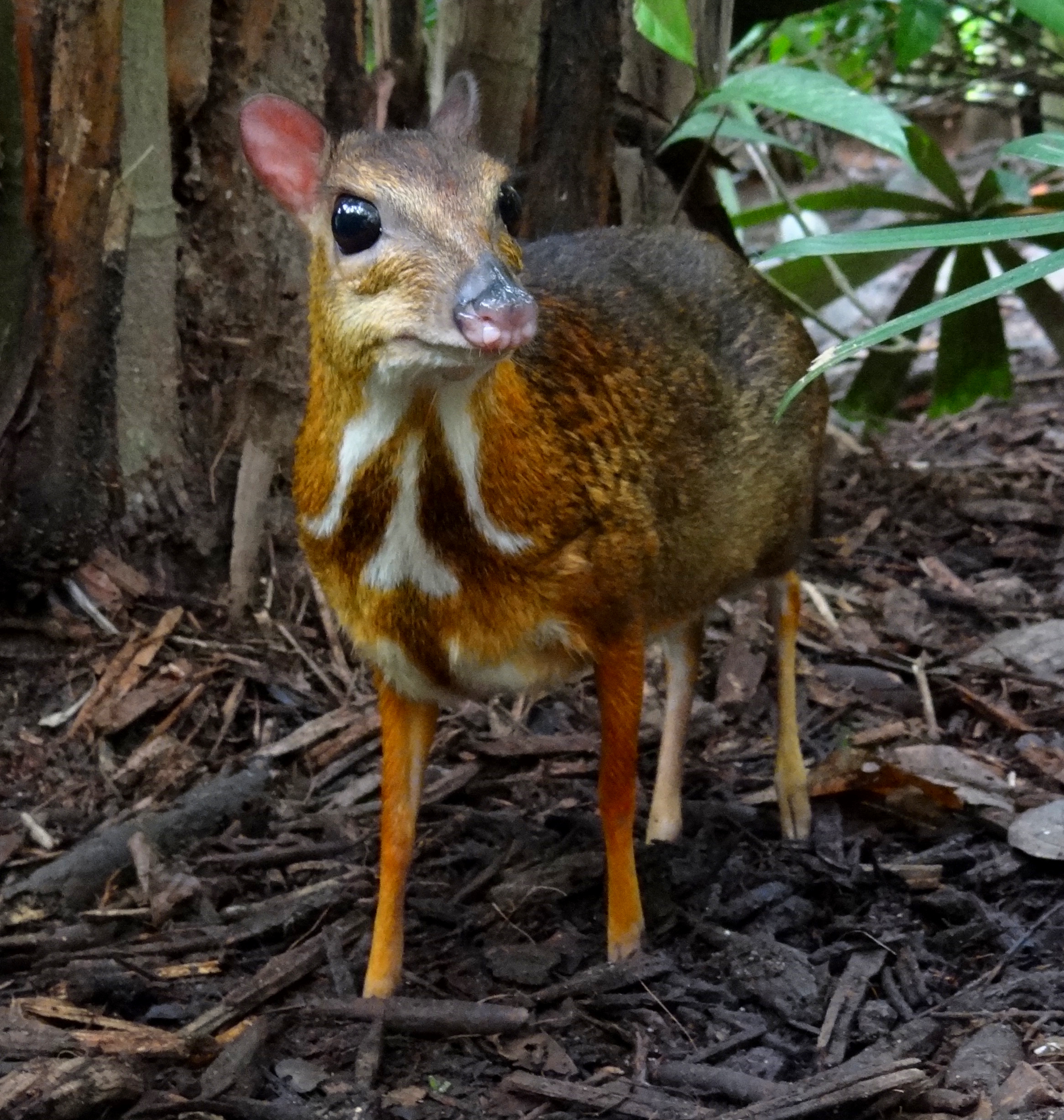
Tràgul d'Indonèsia petit

Els traguloïdeus (Traguloidea) són un grup parafilètic, anteriorment considerat una superfamília, d'artiodàctils del grup dels remugants. Aparegueren durant l'Eocè i probablement ocuparen una gran diversitat de nínxols fins al Miocè, quan entraren en declivi i se n'extingiren tots els representants excepte els tragúlids. Quan encara es feia servir aquest grup, s'hi classificaven les següents famílies:
- Archaeomerycidae †
- Bachitheriidae †
- Gelocidae †
- Leptomerycidae †
- Lophiomerycidae †
- Tragulidae